# 毡匠铺墓群
毡匠铺墓群，位于中国吉林省通榆县兴隆山镇毡匠铺，为一个省级文物保护单位，类型为古墓葬，公布时间为1999年2月26日。该文物保护单位由通榆县文管所管理。
毡匠铺墓群的历史年代为汉代。